# Csád címere

Csád címere

Csád címere egy sárga színű pajzs, amelyen négy kék színű, vízszintes hullámos sáv található, mely a Csád-tavat szimbolizálja. A pajzsot két oldalról egy kecske és egy oroszlán tartja. Előbbi az ország északi, utóbbi annak déli részének szimbóluma. A piros nyilak a só szimbólumai. Felül egy vörös felkelő nap díszíti, alul pedig sárga szalagon az ország mottója olvasható: „Unité, Travail, Progrès” (Egység, munka, fejlődés). A címert 1970 óta használják.